# در چمن‌زار بلند
«در چمن‌زار بلند» (انگلیسی: In the Tall Grass) یک کتاب از استیون کینگ و جو هیل است که در سال ۲۰۱۲ منتشر شد. فیلمی به همین نام بر پایه این کتاب ساخته شده است.